# راموناس ناوارداوسکاس
راموناس ناوارداوسکاس (انگلیسی: Ramūnas Navardauskas؛ زادهٔ ۳۰ ژانویهٔ ۱۹۸۸) یک دوچرخه‌سوار اهل لیتوانی است.
از افتخارات وی میتوان به کسب مدال برنز مسابقات قهرمانی دوچرخه‌سواری جاده جهان ۲۰۱۵ اشاره کرد.